# Giovanni Tomassini
Giovanni Tomassini (Cattolica, 31 maggio 1988) è un cestista italiano.

## Carriera

### Club
Nato a Cattolica e cresciuto a Pesaro, è un prodotto del settore giovanile della Scavolini Pesaro. Esordisce in Serie A il 31 ottobre 2004, a 16 anni, segnando tre punti contro la Scandone Avellino in quella che rimane anche la sua unica presenza stagionale con la prima squadra, oltre al debutto in Eurolega nella vittoria contro la Montepaschi Siena. Un anno più tardi scende a farsi le ossa in Serie B2 con il prestito alla Virtus Pesaro.
Rientra quindi alla Vuelle, che nel frattempo era salita in Legadue dopo il fallimento societario del 2005 della precedente società: qui Tomassini condivide la cabina di regia con Robert Fultz e Mauro Morri, vincendo i play-off promozione insieme alla squadra.
Nella stagione 2007-08 resta in Legadue venendo girato in prestito a Pavia, con cui gioca 27 partite ad un minutaggio medio di 14,4 minuti a gara. Terminato il prestito, fa nuovamente parte dell'organico pesarese con la firma di un rinnovo quadriennale. Per due stagioni consecutive, tra il 2008 e il 2010, parte dalla panchina in Serie A.
Torna a giocare in Legadue nel 2010-11 con il passaggio, in prestito annuale, ai Crabs Rimini in Legadue. Coach Attilio Caja gli concede 22,9 minuti a gara, durante i quali il ventiduenne Tomassini realizza in media 5,7 punti.
Nella stagione 2011-12 è uno dei giocatori under in forza alla Reyer Venezia, formazione neopromossa nel campionato di Serie A.
Per la stagione 2012-13 si trasferisce al Basket Ferentino in Legadue, mentre la stagione 2013-14 la trascorre con la canotta del Veroli Basket, anche in questo caso nella seconda serie nazionale, guidato in panchina da Marco Ramondino. Dalla stagione 2014-15 inizia a militare per quattro anni nella Junior Casale Monferrato, società di Serie A2 dove ritrova proprio coach Ramondino, che lo allena per l'intero quadriennio e che nel 2018 guida la squadra fino alle finali play-off poi perse contro Trieste: proprio in occasione di gara 1 di quelle finali, Tomassini subisce un gravissimo infortunio, riportando la rottura completa del legamento crociato del ginocchio destro.
Il 26 giugno 2018, a poche settimane di distanza dal brutto infortunio capitatogli in precedenza, Tomassini lascia Casale firmando un accordo pluriennale con l'Universo Treviso Basket. Tuttavia, nel corso del precampionato, accusa un nuovo problema allo stesso ginocchio. A parte qualche sporadica apparizione in panchina tra novembre e dicembre, senza mai scendere in campo, il perdurare dell'instabilità lo costringe a un secondo intervento chirurgico, eseguito nel gennaio 2019. A livello personale è dunque costretto a chiudere la stagione con zero presenze ufficiali all'attivo, anche se i veneti ottengono comunque la promozione in Serie A.
Nell'estate 2019 si trasferisce alla Scaligera Basket Verona con un contratto biennale, rimanendo dunque nel campionato di Serie A2. Dopo il lunghissimo periodo di inattività durato ben 496 giorni — tra le finali con Casale, la stagione a Treviso e il precampionato con Verona — Tomassini torna finalmente a disputare una partita ufficiale il 19 ottobre 2019, in occasione della vittoria casalinga contro il Basket Ravenna. La pandemia di COVID-19 chiude anticipatamente un campionato che al momento della sospensione vedeva il club veronese al terzo posto nel proprio girone. L'anno seguente Tomassini, da capitano, arriva con la Scaligera fino alle semifinali play-off, disputando tutte le partite in stagione con 11,2 punti di media e tirando da tre con il 45% (52% nei playoff).
Il 4 luglio 2021 raggiunge un accordo con la Benedetto XIV Cento, società di Serie A2 con la quale disputa una regular season chiusa con 11,6 punti di media, poi diventati 14,5 nella fase a orologio e 16,6 ai play-off che vedono la formazione emiliana uscire ai quarti di finale. Durante l'annata seguente, nella quale viene nominato capitano, realizza il suo career high in A2 segnando 34 punti in 26 minuti (con 8/12 da tre) nella vittoria esterna contro la Fortitudo Bologna al PalaDozza. Nella stessa stagione, la sua seconda a Cento, le sue prestazioni contribuiscono a far raggiungere alla squadra il secondo posto in classifica nel girone rosso, al punto tale da essere premiato a livello individuale come MVP italiano della regular season dell'intero campionato nonostante gli ormai 35 anni di età.
Libero da vincoli contrattuali, il 5 luglio 2023 Tomassini viene presentato come nuovo giocatore di Rinascita Basket Rimini, tornando dunque a giocare nella cittadina romagnola in A2 a tredici anni di distanza dalla sua parentesi con i Crabs (i quali, nel frattempo, erano stati assorbiti proprio dalla nuova società). Nell'annata del suo ritorno in riviera fa registrare medie di 10,4 punti e 2,8 assist a gara.

### Nazionale
Ha fatto parte delle principali nazionali giovanili azzurre. Con l'Italia under 20 ha vinto la medaglia di bronzo agli Europei di categoria del 2007.

## Palmarès

### Club
- Coppa Italia LNP: 1

Treviso Basket: 2019

### Individuale
- MVP italiano di Serie A2: 1

2022-23